# Општина Вултурешти (Олт)
Вултурешти (рум. Vultureşti) општина је у Румунији у округу Олт.
Oпштина се налази на надморској висини од 212 m.